# Rolf Engelbrecht
Rolf Engelbrecht (* 17. Juni 1904 in Bischweiler im Elsaß; † 26. April 1966 in Überlingen) war der erste frei gewählte Oberbürgermeister der Stadt Weinheim nach dem Zweiten Weltkrieg.

## Leben und politische Laufbahn
Rolf Engelbrecht wurde 1904 als zweiter Sohn des Chirurgen Hans Engelbrecht und dessen Ehefrau Luise, geborene Aronstein, geboren.
Weil der Vater mütterlicherseits Jude gewesen war, galt Engelbrecht nach der Rassenideologie der Nationalsozialisten als „Vierteljude“ (nach einer anderen Mitteilung als „Halbjude“), was dazu führte, dass ihm 1933 die Zulassung als Rechtsanwalt entzogen wurde. Engelbrecht arbeitete dann in einer Versicherungsgesellschaft und lehnte es später ab, die ihm wieder eröffnete Möglichkeit der Wiederzulassung als Anwalt zu nutzen (der Reichspräsident Paul von Hindenburg und der Gauleiter Robert Wagner hatten interveniert).
Nachdem die Mutter 1938 in die Niederlande emigriert war und die niederländische Staatsangehörigkeit angenommen hatte, sich aber nach der Besetzung durch deutsche Truppen von der Besatzungsmacht bedroht sah, emigrierte auch Engelbrecht 1942 in die Niederlande, um seine Mutter zu schützen. In Amsterdam arbeitete er eine Zeit lang für eine Versicherungsgesellschaft. Seine Mutter überlebte in der Illegalität dank der vom Sohn gekauften Lebensmittelmarken.
Nach Kriegsende kehrte Engelbrecht nach Deutschland zurück. Von 1945 bis 1948 war er als Landespolizeidirektor für die Landesverwaltung Badens tätig.
Bei der Oberbürgermeisterwahl am 1. und 8. Februar 1948 erhielt der von der Parteilosen Wählervereinigung Weinheim (PWV) unterstützte Engelbrecht jeweils die meisten Stimmen und war somit zum Oberbürgermeister gewählt.
Zu den dringendsten Aufgaben der Kommunalverwaltung gehörte die Aufnahme von Heimatvertriebenen, die Schaffung von Wohnraum und die Instandsetzung von Straßen. Später (Engelbrecht wurde 1954 und 1966 wiedergewählt) kamen die Kanalisierung des Grundelbaches, die Erweiterung des Krankenhauses, die Erschließung von Neubaugebieten, die Aussiedlung von Landwirten, der Bau von Schulhäusern, Sportstätten und Brücken hinzu, ferner die Schaffung und der Ausbau von Kulturangeboten.
1958 begründete Engelbrecht zusammen mit seinem französischen Amtskollegen Fleury Mitifiot die Städtepartnerschaft mit der Stadt Cavaillon in Frankreich.
Am 26. April 1966, kurz nach seiner zweiten Wiederwahl als Oberbürgermeister, starb Engelbrecht an den Folgen eines Verkehrsunfalls.

## Ehrungen
Nach Rolf Engelbrecht sind das Rolf-Engelbrecht-Haus in Weinheim und der Rolf-Engelbrecht-Preis benannt.